# 日本斎
日本斎（にほんさい、生没年不詳）とは、江戸時代の上方の浮世絵師。

## 来歴
師系不明、日本斎と号す。京都の人で画風は流光斎如圭の影響を受けているとされる。文化4年（1807年）に京都で興行された芝居の役者絵を残す。

## 作品
- 「南方十次兵衛・尾上鯉三郎」　細判合羽摺　※文化4年3月、京都北側芝居『双蝶々曲輪日記』より